# Isabella
Isabella  è un nome proprio di persona italiano femminile.

## Varianti
- Ipocoristici: Bella, Ella[5], Isa[1][2]
- Maschili: Isabello[3]

### Varianti in altre lingue
- Armeno: Զաբել (Zabel)[1]
- Asturiano: Sabel[6]
- Catalano: Isabel[6]
- Ceco: Izabela[1]
- Danese: Isabella[1]
- Finlandese: Isabella[1]
- Francese: Isabelle, Isabel, Isabeau[1]
- Galiziano: Sabela[1][6]
- Inglese: Isabel, Isabelle, Isabella, Isbel, Isebella, Izabelle[1]
  - Ipocoristici: Ibb, Ibbie, Issy, Izzy, Izzie, Libbe, Libbie, Libby, Bella, Belle, Sabella[1][7]
- Irlandese: Isibéal, Sibéal[1]
- Islandese: Ísabella[1]
- Lituano: Izabele[1]
- Norvegese: Isabella[1]
- Occitano: Isabèl[1]
- Olandese: Isabella, Isabelle, Isabel, Isabeau[1]
- Polacco: Izabela, Izabella[1]
- Portoghese: Isabela, Isabel[1]
  - Portoghese brasiliano: Izabel[1]
  - Ipocoristici: Belinha[1]
- Rumeno: Isabela, Isabella[1]
- Russo: Изабелла (Izabella)
- Scozzese: Iseabail, Ishbel, Isobel[1]
  - Ipocoristici: Beileag[1]
- Slovacco: Izabela[1]
- Sloveno: Izabela[1]
- Spagnolo: Isabela, Isabel, Ysabel[1][2][6]
  - Ipocoristici: Isa[1]
- Svedese: Isabella, Isabelle[1]
- Tedesco: Isabelle, Isabell, Isabel, Isabella[1]
  - Ipocoristici: Isa[1]
- Ungherese: Izabella[1]

## Origine e diffusione
Si tratta di una forma di Elisabetta ormai divenuta nome autonomo, originatasi in Provenza o in Spagna nel Medioevo tramite la forma Elisabel (che, a differenza delle altre lingue europee, acquisì una terminazione in -bel anziché in -bet). Sebbene Isabella (o Isabel), nelle regioni di lingua spagnola e portoghese, sostituisca ancora completamente il nome Elisabetta (che invece resiste in catalano nella forma Elisabet), nelle altre culture viene usato parallelamente ad esso. Si sono sviluppate ad ogni modo alcune altre interpretazioni che attribuiscono al nome un'origine diversa, fra le quali spicca quella che lo ricollega al nome biblico Gezabele o che comunque gli dà il medesimo significato, affermando anche che l'avvicinamento a Elisabetta sarebbe frutto di una paretimologia dovuta al suono simile.
Il nome acquisì ampia diffusione in Spagna, Portogallo e Francia divenendo d'uso comune nelle case reali nel XII secolo; raggiunse la notorietà in Inghilterra nel secolo successivo, quando Isabella d'Angoulême sposò Giovanni d'Inghilterra, e venne ulteriormente reso celebre dal matrimonio fra Isabella di Francia ed Edoardo II nel XIV secolo. In Italia il nome è giunto tramite la forma spagnola, Isabel, aiutato anche dalla fama di alcuni personaggi letterari; è ben attestato su tutto il territorio nazionale, con un picco in Puglia dove si trova oltre un terzo delle donne così chiamate; si registra, anche se con una scarsissima diffusione, anche in forma mascolinizzata. Negli Stati Uniti, negli anni 2009 e 2010, è stato il quarto nome più usato per le bambine neonate.
Il nome è entrato in uso sin dal 1600 anche per indicare una particolare tonalità di giallo grigiastro tipica del piumaggio di alcuni uccelli o del mantello di certe razze equine, ma l'Isabella che le ha dato il nome non è stata identificata; secondo una tradizione sarebbe stata una regina spagnola che avrebbe fatto voto di non cambiarsi l'abito bianco fino a che il marito non fosse riuscito a conquistare la città di Ostenda.

## Onomastico
L'onomastico si può festeggiare in memoria di più sante e beate, nei giorni seguenti:
- 22 febbraio, beata Isabella di Francia, principessa[11]
- 14 aprile, beata Isabella Calduch Rovira, vergine e martire presso Castellón de la Plana[11]
- 4 maggio, beata Angela Isabella dei Ranzi, suora agostiniana[11]
- 4 giugno, santa Isabella Maria della Passione, monaca clarissa, figlia del marchese di Gibellina[4][9][12]
- 31 ottobre, beata María Isabel Salvat Romero, suora della Compagnia della Croce[13]

Va tenuto a mente, comunque, che Isabella è una variante di Elisabetta, e come tale si può festeggiarne l'onomastico anche lo stesso giorno (tenendo conto che molte sante di nome Elisabetta in Spagna vengono appunto chiamate Isabella).

## Persone

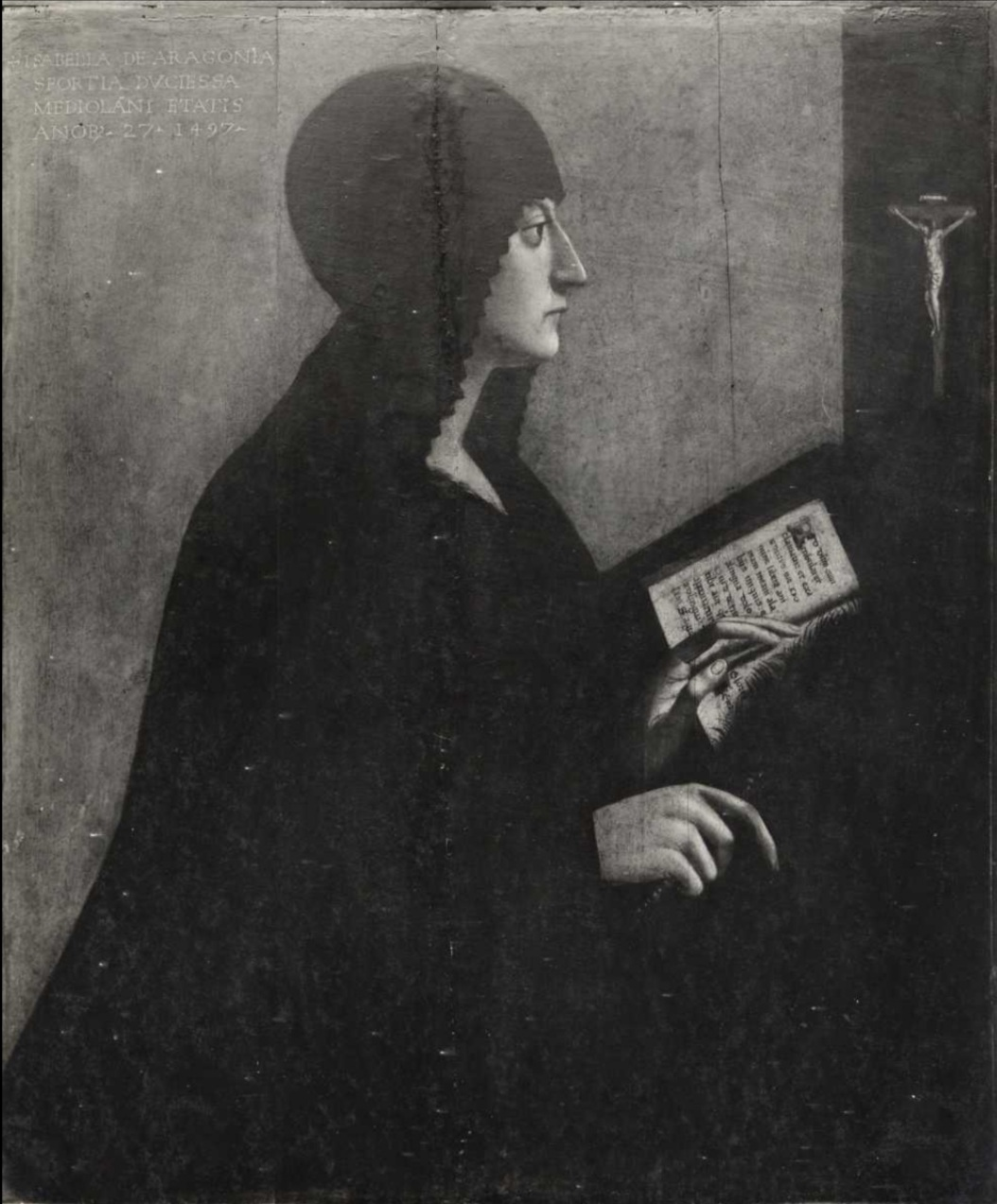
Isabella d'Aragona

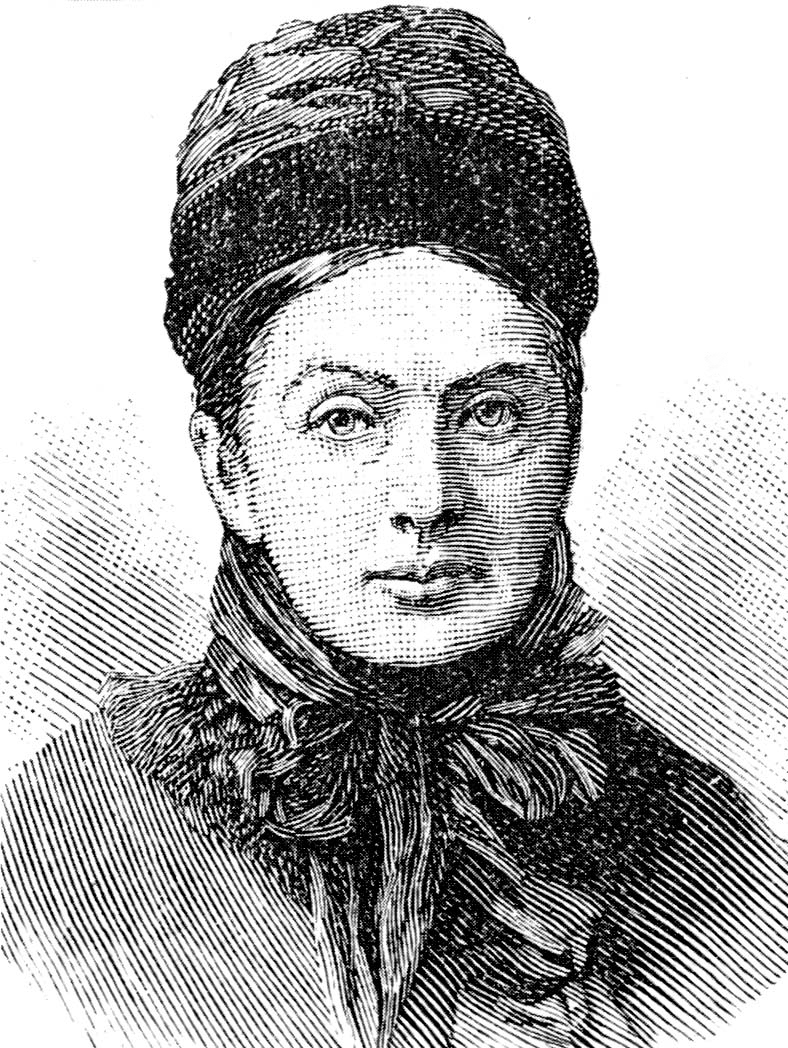
Isabella Bird

- Isabella d'Aragona, duchessa di Milano, di Bari e di Rossano
- Isabella Clara Eugenia d'Asburgo, governatrice dei Paesi Bassi
- Isabella del Brasile, principessa imperiale del Brasile e reggente dell'Impero Brasiliano
- Isabella di Castiglia detta la Cattolica, regina di Castiglia e León e prima regina di Spagna
- Isabella di Francia, regina d'Inghilterra
- Isabella di Morra, poetessa italiana
- Isabella II di Spagna, regina di Spagna
- Isabella Andreini, attrice teatrale, scrittrice e poetessa italiana
- Isabella Biagini, attrice e showgirl italiana
- Isabella Bird, scrittrice inglese
- Isabella Blow, editrice britannica
- Isabella Bossi Fedrigotti, giornalista e scrittrice italiana
- Isabella Castillo, attrice, e cantante statunitense
- Isabella Colbran, soprano e compositrice spagnola
- Isabella d'Este, mecenate e marchesa di Mantova
- Isabella Ferrari, attrice italiana
- Isabella Goldmann, attrice e architetta italiana
- Isabella Rossellini, attrice e modella italiana naturalizzata statunitense
- Isabella Santacroce, scrittrice italiana
- Isabella Valency Crawford, poetessa canadese

### Variante Isabelle

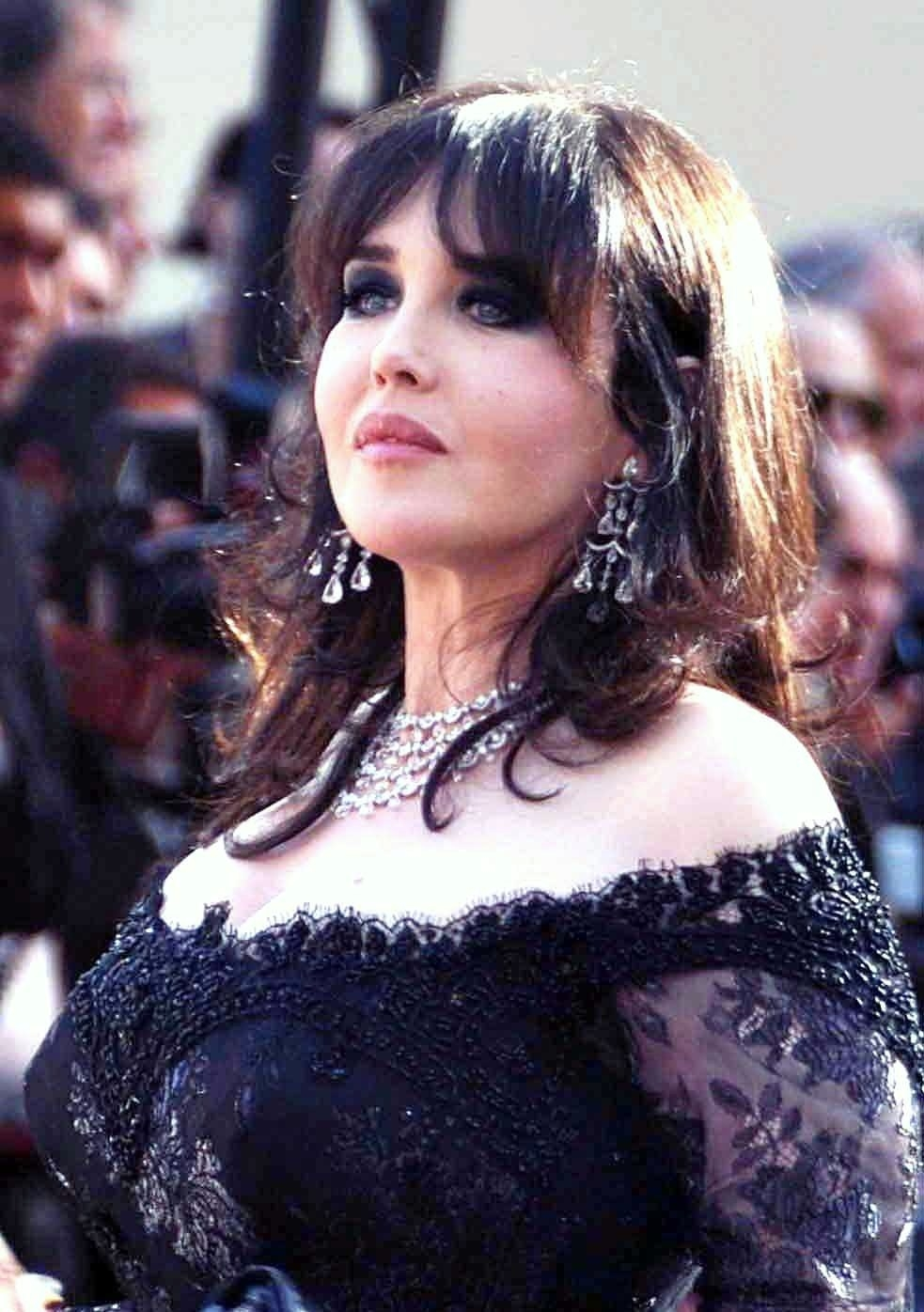
Isabelle Adjani

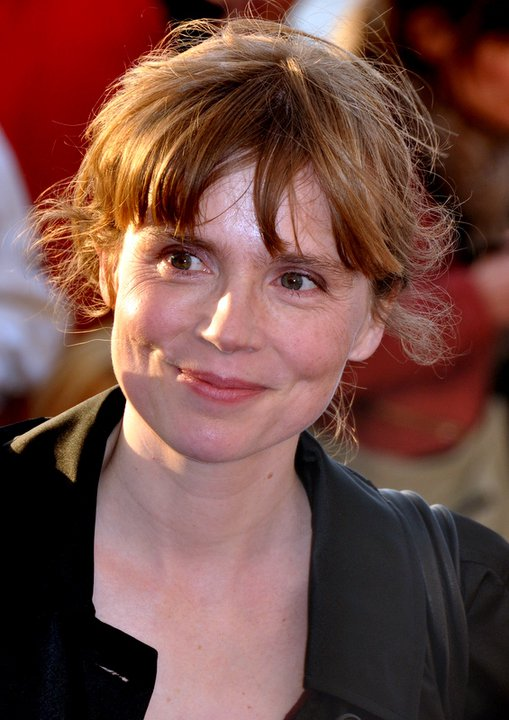
Isabelle Carré

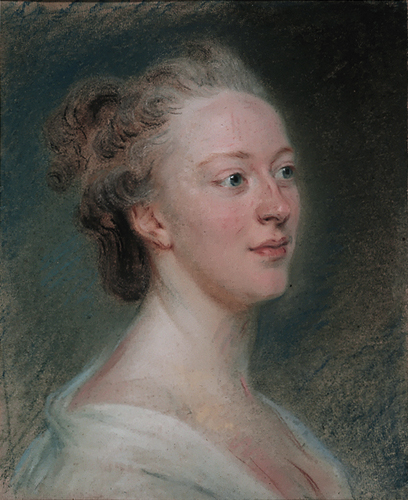
Isabelle de Charrière

- Isabelle Adjani, attrice e cantante francese
- Isabelle Adriani, attrice, scrittrice e giornalista italiana
- Isabelle Aubret, cantante francese
- Isabelle Benard, modella francese
- Isabelle Boéri-Bégard, schermitrice francese
- Isabelle Boulay, cantante canadese
- Isabelle Caro, modella e attrice teatrale francese
- Isabelle Carré, attrice francese
- Isabelle Corey, attrice francese
- Isabelle Darras, modella greca
- Isabelle de Beauvau, nobildonna francese
- Isabelle de Charrière, scrittrice olandese naturalizzata svizzera
- Isabelle Eberhardt, esploratrice e scrittrice svizzera
- Isabelle Faust, violinista tedesca
- Isabelle Fijalkowski, cestista francese
- Isabelle Fuhrman, attrice statunitense
- Isabelle Huppert, attrice francese
- Isabelle Krumacker, modella francese
- Isabelle Mir, sciatrice alpina francese
- Isabelle Mouthon-Michellys, triatleta francese
- Isabelle Pasco, attrice e modella francese
- Isabelle Patissier, arrampicatrice francese
- Isabelle Pentucci, schermitrice svizzera
- Isabelle Renauld, attrice francese
- Isabelle Stengers, filosofa e chimica belga
- Isabelle Turpault, modella francese
- Isabelle Vitari, attrice, regista e sceneggiatrice francese
- Isabelle Yacoubou, cestista beninese naturalizzata francese

### Variante Isabel
- Isabel Allende, scrittrice cilena

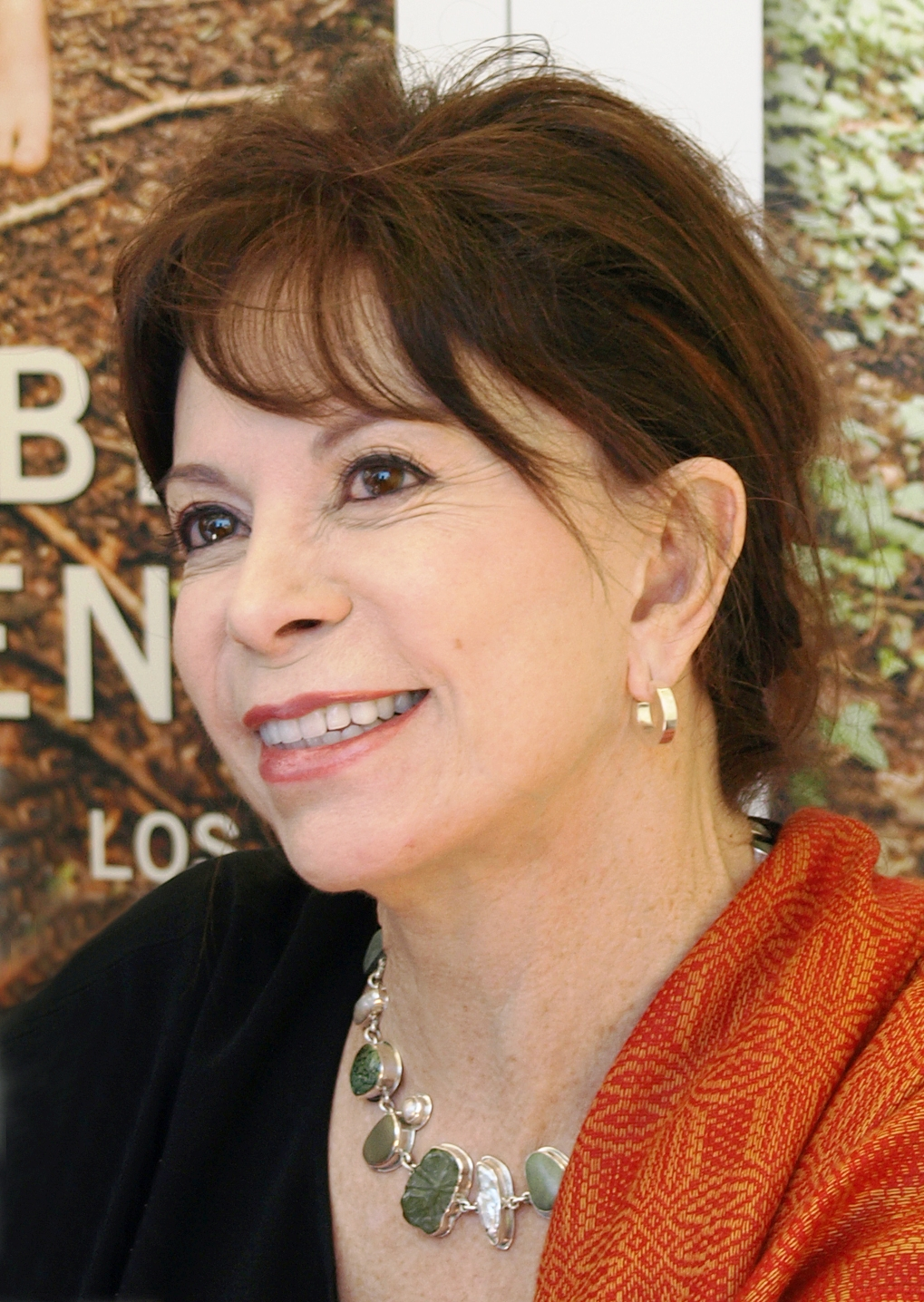
Isabel Allende

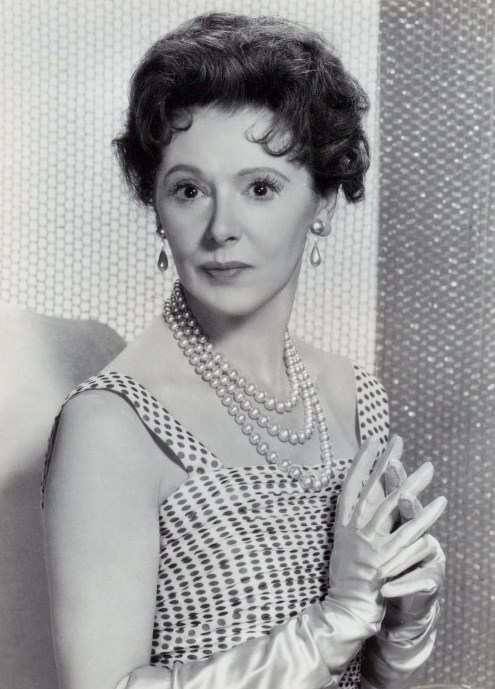
Isabel Jeans

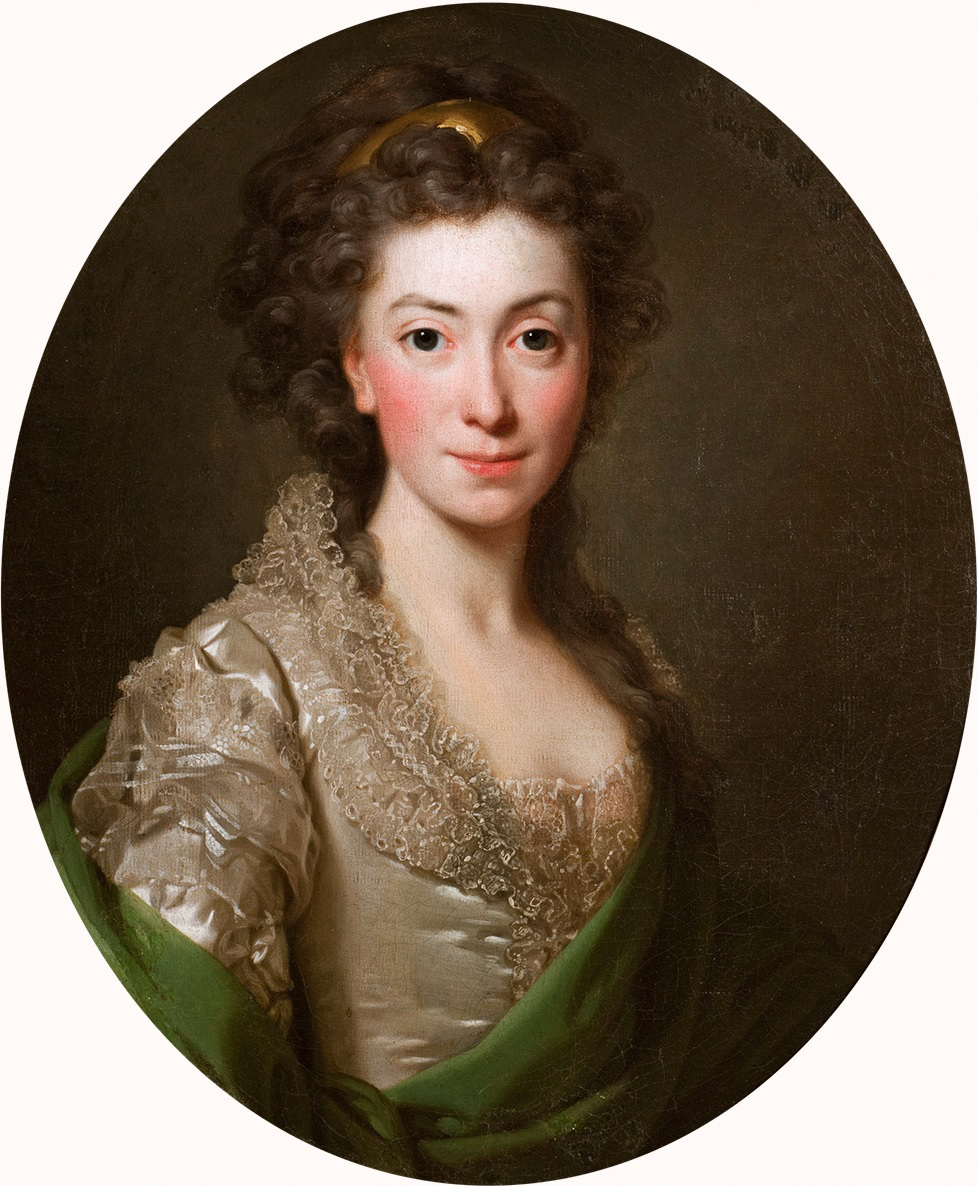
Izabela Fleming

- Isabel Allende Bussi, politica cilena
- Isabel Bawlitza, modella cilena
- Isabel Coixet, regista e sceneggiatrice spagnola
- Isabel dos Santos, imprenditrice angolana
- Isabel Gemio, giornalista e conduttrice televisiva spagnola
- Isabel Haamel, schermitrice tedesca
- Isabel Jeans, attrice inglese
- Isabel Lucas, attrice australiana
- Isabel Macedo, attrice e modella argentina
- Isabel Martínez de Perón, politica argentina
- Isabel Moctezuma, figlia di Montezuma
- Isabel Muñoz, fotografa spagnola
- Isabel Paterson, giornalista, scrittrice e critica letteraria canadese naturalizzata statunitense
- Isabel Preysler, modella filippina
- Isabel Rey, soprano spagnolo
- Isabel Russinova, attrice, conduttrice televisiva e cantante italiana
- Isabel Sánchez, cestista spagnola
- Isabel Sanford, attrice statunitense
- Isabel Suárez Chimpu Ocllo, principessa inca

### Altre varianti
- Ysabella, trobairitz occitana
- Isobel Campbell, cantante e violoncellista britannica
- Izabela Fleming, principessa e scrittrice polacca
- Isabeli Fontana, supermodella brasiliana
- Izabel Goulart, modella brasiliana
- Isabela Merced, attrice e cantante statunitense
- Izabella Miko, attrice polacca
- Izabela Piekarska, cestista polacca
- Izabella Scorupco, attrice polacca
- Isabell Sollman, attrice svedese
- Isabela Souza, attrice, cantante e modella brasiliana
- Isabell Werth, cavallerizza tedesca

## Il nome nelle arti
- Isabella è la protagonista dell'opera lirica L'italiana in Algeri, di Gioachino Rossini.
- Isabella "Bella" è un personaggio della serie televisiva Quelli dell'intervallo.
- Isabella "Bella" Hartley è un personaggio della serie televisiva H2O.
- Isabella è un personaggio della serie a fumetti erotica omonima.
- Izzy è un personaggio della serie animata A tutto reality.
- Isabel Archer è un personaggio del romanzo di Henry James Ritratto di signora.
- Isabella Bosco è un personaggio della serie a fumetti Isa & Bea - Streghe tra noi.
- Isabella Candeloro è la protagonista nel film del 1967 C'era una volta, diretto da Francesco Rosi.
- Isabel Evans è un personaggio della serie di romanzi Roswell High, scritta da Melinda Metz, e della serie televisiva da essa tratta Roswell.
- Isabelle Lausten è un personaggio della serie animata Isabelle de Paris.
- Isabelle Lightwood è una dei co-protagonisti dei romanzi Shadowhunters di Cassandra Clare, nonché degli omonimi film e serie tv.
- Isabella Linton è un personaggio del romanzo di Emily Brontë Cime tempestose.
- Isabella Spinola è un personaggio dell'omonima opera di Pietro Abbà Cornaglia.
- Isobel Stevens è un personaggio della serie televisiva Grey's Anatomy.
- Isabella "Bella" Swan è un personaggio della serie di romanzi e film Twilight, creata da Stephenie Meyer.
- Isabella Trao è un personaggio del romanzo di Giovanni Verga Mastro-don Gesualdo.
- Isabelle "Belle" è il nome della principessa di La bella e la bestia.
- Isabella è un personaggio dell'Orlando Furioso di Ludovico Ariosto.
- Isabella è uno dei personaggi nella commedia La donna di garbo di Carlo Goldoni.
- Isabella è la protagonista del romanzo Cioccolata da Hanselmann di Rosetta Loy.
- Isabella è un personaggio della serie animata Phineas e Ferb.
- Isabella è un personaggio della serie animata The Promised Neverland.
- Isabella "Bella" Baxter è un personaggio del film Povere creature!